# 日本外史
『日本外史』（にほんがいし）は、江戸時代後期に頼山陽が著した国史の史書（外史とは民間による歴史書の意）。源平2氏から徳川氏までの武家盛衰史で、すべて漢文体で記述されている。文政10年（1827年）、山陽と交流があった元老中首座の松平定信に献上され、2年後に大坂の秋田屋など3書店共同で全22巻が刊行された。明治以後、日本語口語体に訳された本も数社から刊行されている。幕末から明治にかけてもっとも多く読まれた歴史書である。

## 概要
前漢の司馬遷による『史記』の体裁「十二本紀・十表・八書・三十世家・七十列伝」にならい、「十三世家」として武家13氏の盛衰を家別・人物中心に記述している。20代だった寛政12年（1800年）、脱藩後の幽閉中に書き、放免後に推敲を重ねて文政9年（1826年）に完成させた。全22巻 12冊。
平安時代末期の源氏・平氏の争いから始まり、北条氏・楠氏・新田氏・足利氏・毛利氏・後北条氏・武田氏・上杉氏・織田氏・豊臣氏・徳川氏までの諸氏の歴史を、武家の興亡を中心に家系ごとに分割されて（列伝体）書かれている。なお「徳川氏」は、同時代の10代将軍家治の治世まで扱うが、後半部は人事の記述が主となっている。山陽の死後、弟子の岡田鴨里が『日本外史補』を著作・編集・刊行した。ただし、山陽による序文・凡例に相当する「例言」が掲載されるようになったのは、元治元年（1864年）が最初である。
歴史考証は不正確で議論に偏りがあり、史書というよりは歴史物語である（後述）。しかし、独特の史観とダイナミックな表現で幕末の尊皇攘夷運動に与えた影響は甚大であった。また「五書・九議・二十三策」にあたる政治経済論の『新策』は、広島在住時の文化元年（1804年）に完成したが、のちこれを改稿し『通議』とした。天皇中心の歴史書『日本政記』（全16巻）は「三紀」に相当し、没後門人の石川和介が、山陽の遺稿を校正して世に出した。伊藤博文、近藤勇の愛読書であったことでも知られる。頼山陽的な歴史観、国家観は幕末から維新、戦前の日本に大きな影響を及ぼした。

## 構成
| 巻目   | 名称                    |          | 巻目                | 名称 |
| ------ | ----------------------- | -------- | ------------------- | ---- |
| 巻一   | 源氏前記 平氏           | 巻十二   | 足利氏後記 毛利氏   |      |
| 巻二   | 源氏正記 源氏上         | 巻十三   | 徳川氏前記 織田氏上 |      |
| 巻三   | 源氏正記 源氏下         | 巻十四   | 徳川氏前記 織田氏下 |      |
| 巻四   | 源氏後記 北条氏         | 巻十五   | 徳川氏前記 豊臣氏上 |      |
| 巻五   | 新田氏前記 楠氏         | 巻十六   | 徳川氏前記 豊臣氏中 |      |
| 巻六   | 新田氏正記 新田氏       | 巻十七   | 徳川氏前記 豊臣氏下 |      |
| 巻七   | 足利氏正記 足利氏上     | 巻十八   | 徳川氏正記 徳川氏一 |      |
| 巻八   | 足利氏正記 足利氏中     | 巻十九   | 徳川氏正記 徳川氏二 |      |
| 巻九   | 足利氏正記 足利氏下     | 巻二十   | 徳川氏正記 徳川氏三 |      |
| 巻十   | 足利氏後記 北条氏       | 巻二十一 | 徳川氏正記 徳川氏四 |      |
| 巻十一 | 足利氏後記 武田氏上杉氏 | 巻二十二 | 徳川氏正記 徳川氏五 |      |

### 内容
徳川氏
- 巻十五 徳川氏前記 豊臣氏上 秀吉の出自
- 巻十六 徳川氏前記 豊臣氏中 天下統一
- 巻十七 徳川氏前記 豊臣氏下 慶長文禄の役
- 巻十八 徳川氏正記 徳川氏一 徳川家の出自
- 巻十九 徳川氏正記 徳川氏二 織田政権下の家康
- 巻二十 徳川氏正記 徳川氏三 豊臣政権下の家康
- 巻二十一 徳川氏正記 徳川氏四 関ヶ原から江戸開府
- 巻二十二 徳川氏正記 徳川氏五 秀忠から家治まで

## 評価
武家の時代史であるが、史実に関しては先行諸史料との齟齬が多く、専門の学者たちからは刊行当初から散々に批判された。豊後の儒者帆足万里は、「頼とやらの書いた書物は、文体は俗っぽく、かつ和臭だらけで文法的に間違いが多いのは勿論、考証は杜撰で、議論も公平でなく、味噌甕のふたにしか使えない」と、その文体、文法、考証、議論の内容すべてを酷評している。
もっとも帆足は本場中国の漢文についても、古代のものを重んじ、中世以降のものを軽んじる立場であった。また実際には彼の文章は文法的にミスが多かったわけではなく、根幹ではしっかりとした正則古典中国語の文法を踏まえているが、語法、語彙レベルで日本語の影響が見られることが問題にされた。これは『日本外史』が日本のことを扱っているため、朝鮮や越南において地元のことを扱った古典中国語文書同様、その地独自の用語や概念はそのまま用いるほかなかったことが理由とされている。
文体が俗っぽいという批判については、武蔵の保岡嶺南が「漢字をあまり知らない武人俗吏でも読めて内容をつかめる」と高く称えたように、その平明さを評価する声もある。
文体、文法の問題については、1875年に清国で『日本外史』が国外出版され、当地の文人たちからも「左伝や史記に倣った風格のある優れた文章」であると賞賛されている。具体的には譚献が『復堂日記』で「王元美一流之上」、つまり明代の一流文人である王世貞（字は元美）より優れていると評価している。また、斉学裘は「如読太史公史記、令人百読不厭、不朽之作也」と評価している。
また濱野靖一郎は、山陽の自筆の「例言」、特に第四則に、徳川氏が今日の太平極盛の治をもたらした経緯を記した（すなわち江戸幕府の正統性を主張した）とする山陽自身の説明があったにもかかわらず、この部分が世に出ることがなかったために幕末において「誤読」され続け、山陽の執筆意図と無関係な尊王攘夷や、むしろ対極にある討幕論が生み出されたとする。そして、「例言」が世に出た明治以降も『日本外史』が江戸幕府擁護の（裏を返せば討幕に否定的な）歴史書であることが意図的に無視されてきたとしている。

## 刊行文献
- 大町桂月訳『新訳 日本外史』（至誠堂書店、1910年）、電子書籍で再刊（一部）
- 頼成一著『日本外史解義』（弘道館、1931年）
- 幸田露伴監修『詳解全譯 日本外史』（創造社、1931年）、電子書籍で再刊（一部）
- 頼山陽先生遺蹟顕彰会『日本外史 頼氏蔵版』（頼山陽先生遺蹟顕彰会、1933年）
- 高田真治編『漢文鈔本 日本外史』（大日本図書、1936年）
- 池辺義象訳述『邦文日本外史』（大洋社出版部、1938年）
- 岡本優太郎解釈『日本外史』（研究社学生文庫、1940年）
- 鷲尾義直訳『日本外史 現代語訳』（上・下、宮越太陽堂、1944年）
- 佐佐木信綱・久松潜一・竹田復監修（上・中・下、いてふ本刊行会、1953年）
- 安藤英男編『頼山陽選集 第六巻 日本外史』（近藤出版社、1982年）
- 頼成一・頼惟勤訳『日本外史』（上・中・下、岩波文庫、1976-1981年）- 書き下し体（文語体、改訳版で旧版は全5冊）

- 頼惟勤ほか訳『日本の名著28 頼山陽』（中央公論社、新版中公バックス）- 責任編集の頼惟勤らによる現代語での抄訳版。
 一・二・三・五・六・十一・十三・十四巻の8章（「織田氏」まで）の抜粋。
- 木村岳雄訳・解説『日本外史　徳川氏正記』（草思社、2024年）- 電子書籍も刊行
- 『日本外史　全現代語訳』全十巻、倉島正章訳、Amazon Kindle版（2018年より）